# Nazionale maschile di football americano del Kazakistan
La nazionale di football americano del Kazakistan è la selezione maggiore maschile di football americano, che rappresenta il Kazakistan nelle varie competizioni ufficiali o amichevoli riservate a squadre nazionali.

## Risultati
Legenda: Grassetto: Risultato migliore, Corsivo: Mancate partecipazioni

## Dettaglio stagioni

### Amichevoli
| Stagione | Vin | Par | Per | Tot | PF | PS | avversaria |
| -------- | --- | --- | --- | --- | -- | -- | ---------- |
| 2019     | 1   | 0   | 0   | 1   | 22 | 12 | Georgia    |
| Totale   | 1   | 0   | 0   | 1   | 22 | 12 |            |

Fonte: americanfootballitalia.com

### Riepilogo partite disputate
| Anno              | Luogo   | Evento     | Fase del torneo | Incontro             | Risultato |
| 28 settembre 2019 | Tbilisi | Amichevole |                 | Georgia - Kazakistan | 12 - 22   |

## Confronti con le altre Nazionali
Questi sono i saldi del Kazakistan nei confronti delle Nazionali incontrate.

### Saldo positivo
| Nazionale | Giocate | Vinte | Pareggiate | Perse | PF | PS | Ultima vittoria | Ultimo pari | Ultima sconfitta |
| --------- | ------- | ----- | ---------- | ----- | -- | -- | --------------- | ----------- | ---------------- |
| Georgia   | 1       | 1     | 0          | 0     | 22 | 12 | 2019            | -           | -                |